# Tatiana Potîng
Tatiana Potîng, née le 4 février 1971 à Hîjdieni, alors en République socialiste soviétique de Moldavie, est une femme politique moldave, membre du Parti libéral (PL). Elle est vice-Première ministre, chargée des Affaires sociales, du 31 mai 2013 au 18 février 2015, dans le gouvernement du libéral-démocrate Iurie Leancă.